# Rhinoraja murrayi
Rhinoraja murrayi е вид акула от семейство Arhynchobatidae. Видът е почти застрашен от изчезване.

## Разпространение и местообитание
Разпространен е във Френска Полинезия, Френски южни и антарктически територии (Кергелен) и Хърд и Макдоналд.
Обитава океани и морета. Среща се на дълбочина от 20 до 1880 m, при температура на водата от -1,7 до 6,1 °C и соленост 33,9 – 34,7 ‰.

## Описание
На дължина достигат до 60 cm.